# Championnat de Gambie de football 1995
Navigation
Édition 2001
La saison 1995 du Championnat de Gambie de football est la vingt-septième édition de la GFA League Division I, le championnat national de première division en Gambie. Les dix équipes engagées sont regroupées au sein d'une poule unique où elles affrontent deux fois leurs adversaires, à domicile et à l'extérieur. En fin de saison, les deux derniers du classement sont relégués et remplacés par les deux meilleurs clubs de deuxième division.
C'est le club du Wallidan FC qui remporte la compétition cette saison après avoir terminé en tête du classement, avec neuf points d'avance sur Armed Forces FC et onze sur le tenant du titre, le Real de Banjul. C'est le onzième titre de champion de Gambie de l'histoire du club.

## Participants
- Wallidan FC
- Steve Biko FC - Promu de D2
- Real de Banjul
- Augustinians Banjul
- Hawks FC
- Mass Sosseh FC
- Joggifans FC
- Flamenins FC
- Sait Matty FC
- Armed Forces FC

## Compétition

### Classement
Le classement est établi sur le barème de points suivant : victoire à 3 points, match nul à 1, défaite à 0.
| Rang | Équipe              | Pts | J  | G  | N | P  | Bp | Bc | Diff |
| ---- | ------------------- | --- | -- | -- | - | -- | -- | -- | ---- |
| 1    | Wallidan FC         | 43  | 18 | 13 | 4 | 1  | 33 | 9  | +24  |
| 2    | Armed Forces FC     | 34  | 18 | 10 | 4 | 4  | 21 | 16 | +5   |
| 3    | Real de BanjulT     | 32  | 18 | 9  | 5 | 4  | 20 | 11 | +9   |
| 4    | Steve Biko FCP      | 28  | 18 | 7  | 7 | 4  | 29 | 21 | +8   |
| 5    | Sait Matty FC       | 26  | 18 | 8  | 2 | 8  | 21 | 14 | +7   |
| 6    | Hawks FC            | 25  | 18 | 6  | 7 | 5  | 18 | 15 | +3   |
| 7    | Flamenins FC        | 24  | 18 | 7  | 3 | 8  | 18 | 22 | -4   |
| 8    | Mass Sosseh FCC     | 20  | 18 | 5  | 5 | 8  | 20 | 22 | -2   |
| 9    | Augustinians Banjul | 15  | 18 | 3  | 6 | 9  | 16 | 25 | -9   |
| 10   | Joggifans FC        | 1   | 18 | 0  | 1 | 17 | 7  | 47 | -40  |

|  | Champion de Gambie 1995                                                                |
|  | Relégation directe en deuxième division                                                |
|  | T : Tenant du titre C : Vainqueur de la Coupe de Gambie P : Promu de deuxième division |

## Bilan de la saison
| Championnat de Gambie de football 1995   |                         |
| Champion                                 | Wallidan FC (11e titre) |
| Coupes et trophées                       |                         |
| Vainqueur de la Coupe de Gambie 1995     | Mass Sosseh FC          |
| Qualifications continentales             |                         |
| Coupe des clubs champions africains 1996 | Aucun                   |
| Coupe des Coupes 1996                    | Aucun                   |
| Coupe de la CAF 1996                     | Aucun                   |
| Coupe de l'UFOA 1996                     | Aucun                   |
| Promotions et relégations                |                         |
| Promus en Division One                   | Starlight Banjul        |
| Promus en Division One                   | Saraba FC               |
| Relégués en Division Two                 | Augustinians Banjul     |
| Relégués en Division Two                 | Joggifans FC            |